# Lijst van burgemeesters van Luyksgestel
Dit is een lijst van burgemeesters van de voormalige Nederlandse gemeente Luyksgestel tot die gemeente op 1 januari 1997 opging in de gemeente Bergeijk.
| Ambtsperiode | Naam burgemeester               | Partij of stroming | Bijzonderheden |
| ------------ | ------------------------------- | ------------------ | -------------- |
| 18?? - 18??  | Bernardus Lommelaars            |                    |                |
| 1838 - 18??  | H.A. Lommelaars                 |                    |                |
| 1839 - 1874? | P.C. Rombouts                   |                    |                |
| 1874 - 1910  | J.A. Verhoeven                  |                    |                |
| 1910 - 1913  | C.M. Ploegmakers                |                    |                |
| 1913 - 1918  | M.P.J. van Vlokhoven            |                    |                |
| 1919 - 1925  | J.A.M.M. Meylink                |                    |                |
| 1925 - 1937  | P.J.G. Aarts                    |                    |                |
| 1937 - 1941  | J.M.H. Klardie                  |                    |                |
| 1941 - 1944  | Mr. M.Ch.O.M.R. (Marcel) Magnée |                    |                |
| 1946 - 1960  | J.A. Linders                    |                    |                |
| 1961 - 1968  | H.A.J. (Henk) Roels             | KVP                |                |
| 1968 - 1977  | F.J.M. (Frank) Houben           | KVP                |                |
| 1977 - 1984  | J.H.F. (Joop) Reuver            | KVP/CDA            |                |
| 1985 - 1991  | J.H.M. (Hans) Dittner           | CDA                |                |
| 1992 - 1995  | A.A.J. (Ad) van Poppel          | CDA                | waarnemend     |
| 1995 - 1997  | J.P. (Jan) Berkhout             | CDA                | waarnemend     |